# Разливы (Крым)
Разли́вы (до 1948 года Сеитле́р-Ваку́ф; укр. Розливи, крымскотат. Seyitler Vaqıf, Сейитлер Вакъыф) — село в Нижнегорском районе Республики Крым, входит в состав Митрофановского сельского поселения (согласно административно-территориальному делению Украины — Митрофановского сельского совета Автономной Республики Крым).

## Население
| 2001 | 2014 |
| ---- | ---- |
| 600  | ↘556 |

Всеукраинская перепись 2001 года показала следующее распределение по носителям языка
| Язык             | Процент |
| ---------------- | ------- |
| крымскотатарский | 75.17   |
| русский          | 21.5    |
| украинский       | 1.17    |
| другие           | 0.17    |

### Динамика численности
| - 1805 год — 78 чел. - 1864 год — 25 чел. - 1889 год — 24 чел. - 1900 год — 139 чел. - 1915 год — 65/3 чел. - 1926 год — 86 чел. | - 1939 год — 265 чел. - 1989 год — 841 чел. - 2001 год — 600 чел. - 2009 год — 508 чел. - 2014 год — 556 чел. |

## Современное состояние
На 2017 год в Разливах числится 5 улиц; на 2009 год, по данным сельсовета, село занимало площадь 17,9 гектара на которой, в 123 дворах, проживало 508 человек. В селе действует мечеть «Сейитлер Вакуф джамиси».

## География
Разливы — село в центре района, в степном Крыму, высота центра села над уровнем моря — 20 м. Ближайшие сёла: практически, вплотную примыкающие на юге Плодовое, на юго-востоке — Зелёное — в 300 м на восток. Расстояние до райцентра — около 3 километров (по шоссе), там же ближайшая железнодорожная станция — Нижнегорская (на линии Джанкой — Феодосия). Транспортное сообщение осуществляется по региональной автодороге 35Н-367 Нижнегорский — Разливы (по украинской классификации — С-0-10911).

## История
Судя по имеющимся данным, старинное село Сейтлер к современному пгт Нижнегорский отношения не имеет, ибо находилось северо-восточнее и «передало» лишь название железнодорожной станции и возникшему при ней посёлку.
Первое документальное упоминание селения встречается в Камеральном Описании Крыма… 1784 года, судя по которому, в последний период Крымского ханства Сегидлер входил в Насывский кадылык Карасъбазарскаго каймаканства. После присоединения Крыма к России (8) 19 апреля 1783 года, (8) 19 февраля 1784 года, именным указом Екатерины II сенату, на территории бывшего Крымского Ханства была образована Таврическая область и деревня была приписана к Перекопскому уезду. После Павловских реформ, с 1796 по 1802 год, входила в Перекопский уезд Новороссийской губернии. По новому административному делению, после создания 8 (20) октября 1802 года Таврической губернии, Сейтлер был включён в состав Таганашминской волости Перекопского уезда.
Согласно Ведомости о всех селениях, в Перекопском уезде состоящих с показанием в которой волости сколько числом дворов и душ… от 21 октября 1805 года, в деревне Сейтлер в 11 дворах проживало 78 крымских татар. На карте генерал-майора Мухина 1817 года Сейтлер, почему-то, не обозначен. После реформы волостного деления 1829 года Сейтлер, согласно «Ведомости о казённых волостях Таврической губернии 1829 года», отнесли к Башкирицкой волости (переименованной из Таганашминской). На карте 1842 года Сейтлер обозначен условным знаком «малая деревня», то есть, менее 5 дворов.
В 1860-х годах, после земской реформы Александра II, деревню включили в состав Владиславской волости. Согласно «Списку населённых мест Таврической губернии по сведениям 1864 года», составленному по результатам VIII ревизии 1864 года, Сейтлер — владельческая татарская деревня с 8 дворами и 25 жителями при реке Салгире. По обследованиям профессора А. Н. Козловского начала 1860-х годов, в селении была пресная вода в колодцах глубиной 2,5—3 сажени (5—6 м). Согласно «Памятной книжке Таврической губернии за 1867 год», деревня Сейтлер была покинута жителями в 1860—1864 годах, в результате эмиграции крымских татар, особенно массовой после Крымской войны 1853—1856 годов, в Турцию и оставалась в развалинах. На трёхверстовой карте Шуберта 1865 года Сейтлер ещё обозначен, а на карте, с корректурой 1876 года, деревни уже нет. К 1886 году Владиславская волость была упразднена и в «Памятной книге Таврической губернии 1889 года», по результатам Х ревизии 1887 года, в деревне Сейтлер Байгончекской волости числилось 3 двора и 24 жителя.
После земской реформы 1890 года деревню отнесли к Ак-Шеихской волости.
По «…Памятной книжке Таврической губернии на 1900 год» в деревне Сейтлер числилось 139 жителей в 26 дворе. По Статистическому справочнику Таврической губернии. Ч.II-я. Статистический очерк, выпуск пятый Перекопский уезд, 1915 год, в деревне Сейтлер (вакуф) Ак-Шеихской волости Перекопского уезда числилось 15 дворов с татарским населением в количестве 65 человек приписных жителей и 3 — «посторонних».
После установления в Крыму Советской власти, по постановлению Крымревкома № 206 «Об изменении административных границ» от 8 января 1921 года была упразднена волостная система, Перекопский уезд переименовали в Джанкойский, в составе которого был создан Джанкойский район. В 1922 году уезды преобразовали в округа. 11 октября 1923 года, согласно постановлению ВЦИК, в административное деление Крымской АССР были внесены изменения, в результате которых округа были отменены и Джанкойский район стал основной административной единицей и село включили в его состав. Согласно Списку населённых пунктов Крымской АССР по Всесоюзной переписи 17 декабря 1926 года, в селе Сейтлер (вакуф), Ногайлы-Ахматского сельсовета Джанкойского района, числился 25 дворов, из них 24 крестьянских, население составляло 86 человек, все татары. Постановлением ВЦИК «О реорганизации сети районов Крымской АССР» от 30 октября 1930 года, был создан Сейтлерский район (по другим сведениям 15 сентября 1931 года) и село включили в его состав. По данным всесоюзной переписи населения 1939 года в селе проживало 265 человек.
В 1944 году, после освобождения Крыма от фашистов, согласно Постановлению ГКО № 5859 от 11 мая 1944 года, 18 мая крымские татары были депортированы в Среднюю Азию. 12 августа 1944 года было принято постановление № ГОКО-6372с «О переселении колхозников в районы Крыма» и в сентябре 1944 года в район приехали первые новоселы (320 семей) из Тамбовской области, а в начале 1950-х годов последовала вторая волна переселенцев из различных областей Украины. С 25 июня 1946 года Сейтлер-Вакуф в составе Крымской области РСФСР. Указом Президиума Верховного Совета РСФСР от 18 мая 1948 года, Сейтлер-Вакуф переименовали в Разливы. 26 апреля 1954 года Крымская область была передана из состава РСФСР в состав УССР. Время включения в Митрофановский сельсовет пока не установлено: на 15 июня 1960 года село уже числилось в его составе. По данным переписи 1989 года в селе проживал 841 человек. С 12 февраля 1991 года село в восстановленной Крымской АССР, 26 февраля 1992 года переименованной в Автономную Республику Крым. С 21 марта 2014 года в составе Крыма аннексировано Россией.